# Billsjösjön
Billsjösjön är en sjö i Örnsköldsviks kommun i Ångermanland som ingår i Nätraåns huvudavrinningsområde. Sjön är 34 meter djup, har en yta på 3,14 kvadratkilometer och befinner sig 96,1 meter över havet. Billsjösjön är ca: 5 km lång och med största bredd ca: 1,5 km. Sjön avvattnas av vattendraget Noretbäcken. Vid provfiske har bland annat abborre, gers, gädda och löja fångats i sjön.
Billsjösjön omges bland annat av byarna Österbillsjö, Komnäs, Stensland, Västerbillsjö och Nolås. Två halvöar delar sjön i fyra stora vikar. Komnäsnabben skjuter ut från öster med Komnäsviken i söder och Billsjöviken i norr. Den västra sidan av sjön delas av Klövsnäset med Nolåsviken i norr och Nässjön i söder. Den mest karakteristiska profilen har sjön vid Komnäsnabbens norra sida. Där stupar ett berg mycket brant ner mot vattnet. Sjön omges av mycket skog, men har även klippstränder kring Komnäsnabben och vikarna runt den. Förekomsten av abborre är god i Billsjösjön och fångster av stora exemplar är inte ovanliga.
Billsjösjön har många populära sommarstugområden.

## Delavrinningsområde
Billsjösjön ingår i delavrinningsområde (702685-162748) som SMHI kallar för Utloppet av Billsjösjön. Medelhöjden är 155 meter över havet och ytan är 22,85 kvadratkilometer. Räknas de 3 avrinningsområdena uppströms in blir den ackumulerade arean 38,47 kvadratkilometer. Noretbäcken som avvattnar avrinningsområdet har biflödesordning 2, vilket innebär att vattnet flödar genom totalt 2 vattendrag innan det når havet efter 34 kilometer. Avrinningsområdet består mestadels av skog (61 procent). Avrinningsområdet har 3,12 kvadratkilometer vattenytor vilket ger det en sjöprocent på 13,7 procent.

## Fisk
Vid provfiske har följande fisk fångats i sjön:
- Abborre
- Gärs
- Gädda
- Löja
- Mört
- Siklöja
- Lake